# Dynama-BDU Futbol'ny Klub
Il Dynama-BDU Futbol'ny Klub (in bielorusso Дынама-БДУФК?), citata anche come Dinamo-BGU o, impropriamente, Dinamo Minsk, è una squadra di calcio femminile bielorussa, club legato all'Università statale bielorussa di cultura fisica (in bielorusso Беларускі дзяржаўны ўніверсітэт фізічнай культуры?, Belaruski dzjaržaŭny ŭniversitèt fizičnaj kul′tury) ma affiliato al Futbol'ny Klub Dynama Minsk, entrambi con sede nella città di Minsk.
La squadra, istituita nel 2020, utilizza loghi e colori sociali del Dinamo Minsk e, iscritta alla Vyšėjšaja Liha, massima serie del campionato bielorusso di categoria, si è imposta fin dall'esordio della prima stagione come leader del campionato sostituendosi alle avversarie cittadine del FK Minsk.

## Palmarès
- Campionato bielorusso: 6

2020, 2021, 2022, 2023, 2024, 2025
- Coppa di Bielorussia femminile: 6

2020, 2021, 2022, 2023, 2024, 2025

## Organico

### Rosa 2025
Rosa, ruoli e numeri di maglia aggiornati al 26 maggio 2025.
| N. |                        | Ruolo | Calciatore          |
| -- | ---------------------- | ----- | ------------------- |
|    | Bielorussia (bandiera) | P     | Kacjaryna Kaval'čuk |
|    | Bielorussia (bandiera) | P     | Zlata Muljarova     |
|    | Bielorussia (bandiera) | P     | Aleksandra Taraduda |
|    | Bielorussia (bandiera) | P     | Hanna Zalëtava      |
|    | Bielorussia (bandiera) | D     | Dar'ja Manjukova    |
|    | Bielorussia (bandiera) | D     | Lija Tichomиrova    |
|    | Bielorussia (bandiera) | D     | Violetta Vacuro     |
|    | Camerun (bandiera)     | D     | Alvine Njolle       |
|    | Bielorussia (bandiera) | C     | Zarina Kapustina    |
|    | Bielorussia (bandiera) | C     | Alina Čerlenok      |
|    | Bielorussia (bandiera) | C     | Dar'ja Horškova     |
|    | Bielorussia (bandiera) | C     | Anna Sиnjavskaja    |

| N. |                        | Ruolo | Calciatore              |
| -- | ---------------------- | ----- | ----------------------- |
|    | Bielorussia (bandiera) | C     | Taccjana Petrusevič     |
|    | Bielorussia (bandiera) | C     | Jana Arcišèŭskaja       |
|    | Bielorussia (bandiera) | C     | Vol'ha Kapyša           |
|    | Bielorussia (bandiera) | C     | Hanna Pilipenka         |
|    | Bielorussia (bandiera) | C     | Veronika Kaljuta        |
|    | Bielorussia (bandiera) | A     | Alina Choroščak         |
|    | Bielorussia (bandiera) | A     | Renata Kalinovskaja     |
|    | Nigeria (bandiera)     | A     | Emueje Ogbiagbevha      |
|    | Nigeria (bandiera)     | A     | Blessing Kasarachi Okpe |
|    | Bielorussia (bandiera) | A     | Anna Pucykovиč          |
|    | Bielorussia (bandiera) | A     | Vanhelina Vaščuk        |